# أنجلوكوريون (ثيسالونيكي)
أنجلوخوري (Αγγελοχώριον) هي قرية ومقر كومونة بنفس الاسم في وحدة ميخانيونا ضمن بلدية ثيرمايكوس في محافظة ثيسالونيكي، في منطقة مقدونيا الوسطى.
قبل برنامج كالييكراتيس وخطة كابودسترياس، كانت تنتمي إلى مقاطعة سالونيك في المنطقة الجغرافية مقدونيا. كان الاسم القديم للقرية سوفولار.

## الجغرافيا
أنجلوخوري هي قرية ساحلية تقع في الجزء الجنوبي الغربي من المحافظة، تقريبًا على رأس ميغالو كارابورنو. تتميز الكومونة بأنها مستوطنة ريفية منخفضة تبلغ مساحتها 5,863 كم (2011) ومتوسط ارتفاعا 30 م وتبعد 30 كم شمال سالونيك.

## السكان

### الدائمون
| 1991  | 2001 | 2011  |
| ----- | ---- | ----- |
| 1,086 | 954  | 1,178 |

### الحقيقيون
| 1961 | 1971 | 1981 | 1991  | 2001  | 2011  |
| ---- | ---- | ---- | ----- | ----- | ----- |
| 557  | 487  | 532  | 1.087 | 1.017 | 1.160 |

## الاقتصاد
شهدت القرية تطورات في الاقتصاد والسياحة، ويرجع ذلك أساسًا إلى موقعها الساحلي. [3]
توجد في جنوب غربي القرية مصانع الملح، وتم إنتاج الملح منذ عام 1902 على الأقل. ويقال أن سكان المنطقة باعوا الملح لشراء الطعام خلال الحرب العالمية الثانية. كان الملح يُستخرج بالفؤوس والمجارف يدويًا حتى سبعينيات القرن الماضي، ويُحمل على الخيول حتى ظهرت السكك الحديدة في ثمانينيات القرن الماضي.

## الجذب السياحي
تم بناء المنارة في رأس ميغالو كارابورنو في عام 1864 من قبل شركة المنارة الفرنسية. يبلغ ارتفاعها 10.5 متر وارتفاعها البؤري 32 مترا. انضمت إلى شبكة المنارات اليونانية بعد حروب البلقان 1912-13.
القلعة على حدود جبل كارابورنوس، التي بناها المهندسون الألمان في 1883-1885 بأمر من الباب العالي. المبنى دائري مع العديد من المساحات، ولكنه مهجور. كانت هذه النقطة ذات أهمية إستراتيجية منذ العصور القديمة لأنها سيطرت على الممر إلى خليج سالونيك. هذا هو السبب في إنشاء حصن ضخم بجوار المنارة في الحرب العالمية الثانية. 
الأراضي الرطبة في منطقة البحيرة الصغيرة (بحيرة أجيلوخوري)، على مساحة 2,500 فدان في الجنوب الغربي من القرية، حيث تأتي العديد من الطيور للراحة والتغذي.